# Filosofía económica
Una filosofía económica se distingue de la teoría económica por ser normativa, en lugar de sólo explicativa en su abordaje. Ella expresa una perspectiva sobre la forma como una economía debería funcionar y con cuál fin, considerando que el objetivo de las teorías económicas es crear modelos económicos explicativos adecuados. Sin embargo teorías e ideologías se relacionan.
Una buena forma de distinguir si una ideología puede ser clasificada como una ideología económica es cuestionar si ella adopta inherentemente un punto de vista económico específico y detallado. Por ejemplo, no se puede decir que el anarquismo es una ideología económica, pues hay, de entre otros, el reconocido anarcocapitalismo de un lado y el anarcocomunismo de otro, como subcategorías que pueden entenderse como ideología económica.
Además, la ideología económica es distinta del sistema económico al que apoya, en la medida en que explicar un sistema económico (economía positiva) es distinto de defenderlo (economía normativa). La teoría de la ideología económica explica su aparición, evolución y relación con una economía.

## Casos

### Dentro del Capitalismo
El capitalismo es un sistema económico amplio en el que los medios de producción son en gran parte o totalmente de propiedad privada y operan con fines de lucro, donde la asignación de bienes de capital está determinada por los mercados de capitales y los mercados financieros. Hay varias implementaciones del capitalismo que se basan libremente en la cantidad de participación del gobierno o de la empresa pública. Los principales que existen hoy en día son las economías mixtas, donde el estado interviene en la actividad del mercado y proporciona algunos servicios.

#### Laissez-faire
Laissez-faire, o el capitalismo de libre mercado, es una ideología que prescribe la regulación de la empresa pública y del gobierno en una economía capitalista. Esta ideología aboga por un tipo de capitalismo basado en la competencia abierta para determinar el precio, la producción y el consumo de bienes a través de la mano invisible de la oferta y la demanda para alcanzar el equilibrio del mercado eficiente. En tal sistema, el capital, la propiedad y la empresa son de propiedad totalmente privada y las nuevas empresas pueden acceder libremente al mercado sin restricciones. El empleo y los salarios están determinados por un mercado laboral que dará lugar a cierto desempleo. La intervención gubernamental y judicial se emplea a veces para cambiar los incentivos económicos para las personas por diversas razones. La economía capitalista probablemente seguirá un ciclo económico de crecimiento económico junto con un ciclo constante de pequeños auges y crisis.

#### Mercado social
La economía de mercado social (también conocida como capitalismo del Rin) es defendida por la ideología del ordoliberalismo y el liberalismo social. Esta ideología apoya una economía de libre mercado donde la oferta y la demanda determinan el precio de los bienes y servicios, y donde los mercados están libres de regulación. Sin embargo, esta ideología económica exige una acción estatal en forma de política social que favorezca el seguro social, las prestaciones por desempleo y el reconocimiento de los derechos laborales.

#### Neoliberalismo
Neoliberalismo es una corriente de pensamiento económico y político que promueve la reducción del papel del Estado en la economía, la privatización de empresas y servicios públicos, así como la desregulación del mercado y la apertura comercial. Ha sido el modelo dominante desde finales del siglo XX hasta principios del XXI en gran parte del mundo debido al objetivo central de fomentar la eficiencia económica y el crecimiento a través del libre mercado. Esto último ha sido argumentado debido a la idea de que la competencia y la iniciativa privada generan prosperidad para la sociedad. 
Este modelo, heredero del liberalismo clásico, tiene su origen en el Coloquio Walter Lippmann, un encuentro en París organizado por intelectuales liberales para debatir el futuro del liberalismo en respuesta al auge del intervencionismo estatal, el fascismo y el comunismo. En este evento, economistas como Alexander Rüstow, Walter Lippmann y Friedrich Hayek discutieron la necesidad de renovar el liberalismo clásico, dando lugar a la noción de un «nuevo liberalismo» o «neoliberalismo».
En un sentido más actual, se refiere a una serie de teorías y propuestas económicas liberales que comenzaron a tomar relevancia durante la recesión de 1973 –cuestionando al keynesianismo dominante hasta entonces– y que alcanzaron su periodo de mayor influencia durante los años siguientes en occidente (reaganomics en los años 80 y el consenso de Washington en los años 90). Posteriormente perderían proyección tras la crisis económica de 2008. 
El economista Ha-Joon Chang señala como características principales del neoliberalismo el libre comercio, un Estado mínimo pero con un banco central autónomo encargado de la moneda, las privatizaciones, la reducción del gasto público, la desregulación financiera, la reducción de impuestos a las personas más ricas con el fin de impulsar una «economía de la oferta», bajo la «teoría del derrame», así como los «planes de ajuste estructural» y un apoyo al proceso de globalización.
El término se ha usado también para referirse a varias corrientes políticas que surgieron tras 1973 y que cuestionaban el modelo económico imperante en occidente (políticas económicas keynesianas muy arraigadas y políticas industriales avanzadas). El triunfo de movimientos políticos «neoliberales» como los gobiernos de Thatcher en Reino Unido (1979-1990) y el de Reagan en Estados Unidos (1981-1989), cambiaron el paradigma de las economías occidentales, dando paso a una legislación más laxa en cuanto a política arancelaria, rebajas de impuestos y una aceleración en el proceso de globalización económica. En Estados Unidos estas políticas económicas fueron conocidas como reaganomics.
También «neoliberalismo» se ha utilizado para referirse al cambio generalizado y gradual de la socialdemocracia y del progresismo hacia políticas e instituciones más preocupadas por promover el mercado, que son más amistosas con los negocios y la acumulación de capital.
En los últimos años, se ha asociado con resultados económicos y sociales negativos, razón por la cual mantiene connotaciones peyorativas. Aunque algunos prefieren llamarlo simplemente «liberalismo económico». Otras expresiones asociadas al neoliberalismo son «Consenso de Washington», «pro-mercado», «mercado libre», «libre comercio», «capitalismo financiero» y «monetarismo». El término «neoliberalismo» está asociado también a las privatizaciones y las reformas estructurales con el fin de reducir al mínimo o acabar con el estado del bienestar y el sistema de relaciones laborales apoyado en la negociación colectiva entre las empresas y los sindicatos, sistema que caracterizó la etapa previa, conocida como la edad de oro del capitalismo (1945-1973).

### Dentro del socialismo
El socialismo se refiere a las diversas teorías de la organización económica basadas en alguna forma de propiedad social de los medios de producción y la gestión cooperativa de la asignación de recursos. Los sistemas socialistas pueden distinguirse por el mecanismo de coordinación dominante empleado (planificación económica o mercados) y por el tipo de propiedad empleada (propiedad pública o cooperativas). En algunos modelos de socialismo (a menudo llamado socialismo de mercado), el estado aprueba los precios y productos producidos en la economía, sometiendo el sistema de mercado a regulaciones externas directas. Alternativamente, el estado puede producir los bienes pero luego venderlos en mercados competitivos.

#### Socialismo democrático
El socialismo democrático (a veces denominado democracia económica) es una ideología económica que exige instituciones democráticas en la economía. Estos pueden adoptar la forma de cooperativas, democracia en el lugar de trabajo o un enfoque ad hoc para la gestión y la propiedad de los medios de producción. El socialismo democrático es una combinación de ideas socialistas y democráticas para crear una estructura política y económica.

#### Marxismo-leninismo
El marxismo-leninismo es una ideología política que exige una planificación centralizada de la economía. Esta ideología formó la base económica de todos los estados comunistas existentes. Un estado socialista se ocupará principalmente del bienestar de sus ciudadanos. Las doctrinas socialistas esencialmente promueven la idea colectivista de que los recursos de una economía deben usarse para el interés de todos los participantes, y no simplemente para beneficio privado. Esta noción históricamente alienó a la economía de mercado y tendió a favorecer la planificación central. Los países que favorecieron los controles centrales excesivos experimentaron un declive económico y un colapso a largo plazo, como fue el caso de la Unión Soviética.